# Distorsione (medicina)
Una distorsione è la perdita momentanea e reversibile della congruità articolare dovuta ad una spinta anomala a carico dell'articolazione; è causata da traumi o contusioni soprattutto delle ossa più sporgenti, o di movimenti innaturali delle ossa mobili, ma anche un insufficiente tono muscolare può facilitarla. Consiste in una temporanea modificazione dell'articolazione che non comporta però una perdita di contatto tra le superfici articolari come una lussazione.
La distorsione provoca un danno di gravità variabile alle componenti dell'articolazione: capsula, legamenti, tendini e menisco.

## Presentazione clinica
Le articolazioni interessate da una distorsione sono solitamente il ginocchio, il polso, il gomito e, molto frequentemente, la caviglia. I sintomi caratteristici sono gonfiore, dolore e sensazione di calore.
Occorre preoccuparsi molto quando la distorsione è proprio a carico della caviglia, poiché potrebbe portare a distorsioni recidivanti anche per tutta la vita, a causa di disfunzioni permanenti e mancanza di risposta muscolo-tendinea. I sintomi sono: dolore dei punti di inserzione o sul decorso dei legamenti interessati, provocato dalla pressione e dalle sollecitazioni che tendono a saggiare la resistenza del legamento in esame, tumefazione dell’articolazione, eventuali segni di lassità articolare.

## Terapia
L'esaminatore effettuerà le valutazioni necessarie a escludere il sospetto di una frattura e consiglierà il trattamento più adatto.
In caso di distorsione occorrerà mettere immediatamente a riposo l'arto interessato, comprimere l'articolazione con un bendaggio rigido, applicare ghiaccio e, se il caso lo richiede, elevare l'arto per ridurre l'edema.
Nella maggior parte dei casi basta riposo e fasciatura; per alcune distorsioni più gravi si ricorre ad immobilizzare con un'ingessatura come per le fratture, ma raramente si ricorre all'intervento chirurgico per ricostruire i legamenti lesionati.
Si ricorre all'operazione quando le condizioni legamentose potrebbero portare ad un'instabilità permanente dell'arto, o alla nascita di complicazioni secondarie (artrosi, altri dolori).

## Riabilitazione
Dopo un periodo di riposo, occorrerà effettuare una opportuna riabilitazione, che consisterà in esercizi per rinforzare la muscolatura e per recuperare l'articolarità. Sarà utile associare anche dei mezzi fisici come l'ultrasuonoterapia, il laser, o anche la mesoterapia.
In genere, la riabilitazione della distorsione di caviglia consiste nel recupero dell'identica logica posturale precedente al trauma, valutando bene i punti di appoggio del piede al suolo (cosa che spesso viene alterata) e l'allineamento del piede con la gamba.